# Jefferson City
|  | Dieser Artikel wurde aufgrund von inhaltlichen Mängeln auf der Qualitätssicherungsseite des Projektes USA eingetragen. Hilf mit, die Qualität dieses Artikels auf ein akzeptables Niveau zu bringen, und beteilige dich an der Diskussion! Eine nähere Beschreibung der zu behebenden Mängel fehlt. |

Jefferson City ist die Hauptstadt des US-Bundesstaats Missouri, Heimatstadt der 1866 gegründeten Lincoln University und katholischer Bischofssitz. Die Stadt ist Verwaltungssitz des Cole County, erstreckt sich aber auch in das benachbarte Callaway County.

## Geographie
Die Stadt liegt am Missouri auf halbem Wege zwischen Kansas City und Saint Louis, den zwei bedeutendsten Städten Missouris. Mit der Gründung des Staates sollte die Hauptstadt vom östlichen Saint Charles ins Zentrum verlegt werden und die Wahl fiel auf eine Flussbiegung am Missouri.

## Bevölkerung
Die Stadt ist mit 43.228 Einwohnern lediglich auf Platz 15 der größten Städte Missouris (Stand: Volkszählung 2020). Die Bevölkerung nimmt leicht ab, während die meisten Städte in den USA ein Bevölkerungswachstum aufweisen. Das United States Census Bureau schätzte die Einwohnerzahl (Juli 2016) auf 43.013 Personen.

## Geschichte
Schon 1826 zog die Legislative in die neue Siedlung, welche am Anfang aus wenig mehr als ein paar Blockhäusern bestand.
Der Stadtteil Old Munichburg wurde im 19. Jahrhundert von Auswanderern aus der heutigen Partnerstadt Münchberg gegründet. Jefferson City ist benannt nach Thomas Jefferson, dem dritten amerikanischen Präsidenten.
Unweit ereignete sich am 14. Oktober 2004 der Absturz des Bombardier Canadair Regional Jets auf dem Pinnacle-Airlines-Flug 3701.

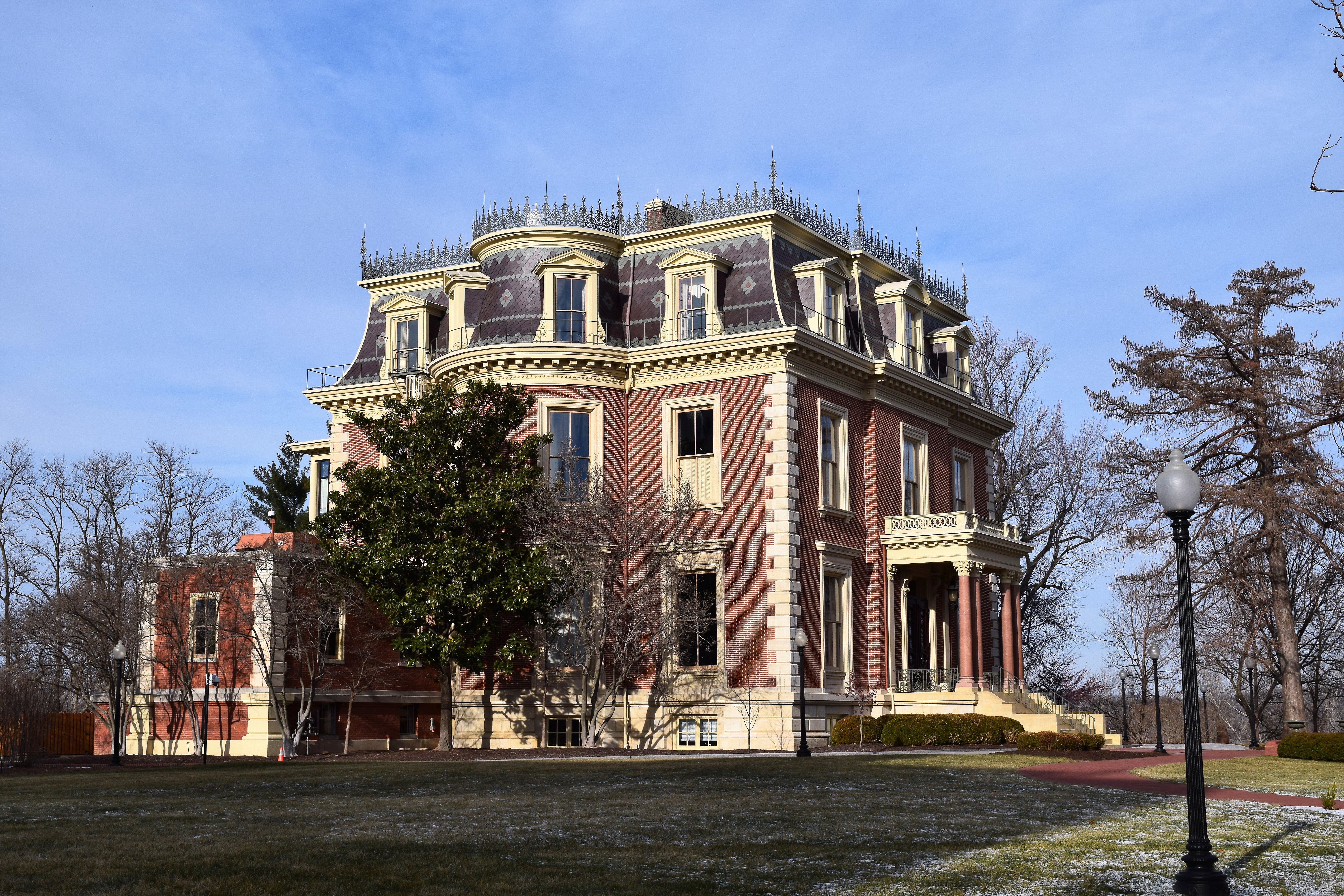
Die Missouri Governor’s Mansion ist einer von 45 Einträgen des Countys im NRHP.

Der National Park Service weist für Jefferson 45 Bauwerke und Stätten im National Register of Historic Places (NRHP) aus (Stand 7. November 2018).

## Städtepartnerschaften
Münchberg, Bayern, seit Dezember 2004

## Söhne und Töchter der Stadt
- Chester Himes (1909–1984), Schriftsteller
- William Rose (1914–1987), Drehbuchautor
- Jack Kilby (1923–2005), Ingenieur
- Suzette Haden Elgin (1936–2015), Schriftstellerin und Linguistin
- Blaine Luetkemeyer (* 1952), Politiker
- John Michael Herndon (1955–2022), Schauspieler
- Cedric the Entertainer (* 1964), Schauspieler
- Charlie Weber (* 1978), Schauspieler
- Christian Cantwell (* 1980), Leichtathlet
- Lauren Holtkamp-Sterling (* 1980), Basketballschiedsrichterin
- Hermon Mehari (* 1987), Jazzmusiker
- Maya Moore (* 1989), Basketballspielerin
- Napheesa Collier (* 1996), Basketballspielerin
- Sarah Luebbert (* 1997), Fußballspielerin